# Mr. Big
Mr. Big er et heavy metal-band fra Los Angeles, Californien,USA der blev dannet i 1988

## Medlemmer
- Eric Martin
- Pat Torpey
- Billy Sheehan
- Paul Gilbert

## Diskografi
- 1989: Mr. Big
- 1991: Lean into It
- 1993: Bump Ahead
- 1996: Hey Man
- 2000: Get Over It
- 2001: Actual Size
- 2011: What If...
- 2014: ...The Stories We Could Tell
- 2017: Defying Gravity

## Fodnoter
1. ↑  Mr. Big | AllMusic